# Macruromys
Macruromys là một chi động vật có vú trong họ Muridae, bộ Gặm nhấm. Chi này được Stein miêu tả năm 1933. Loài điển hình của chi này là Macruromys elegans Stein, 1933.

## Các loài
Chi này gồm các loài: